# Adavosertib
 (janvier 2023).
L'Adavosertib (codes de développement AZD1775, MK-1775) est un candidat-médicament anticancéreux expérimental.
Il s'agit d'une petite molécule inhibitrice de la tyrosine kinase WEE1 avec une potentielle activité sensibilisante antinéoplasique. Il est développé par AstraZeneca. Il est étudié comme traitement du cancer du pancréas avec un essai de phase 1,. Des chercheurs de l'Université du Michigan planifient à partir de 2019 une étude de phase 2.